# Ludvík Svoboda
Ludvík Svoboda (Hroznatín, 1895. november 25. – Prága, 1979. szeptember 20.) Csehszlovákia 7. elnöke (1968-1975), a Szovjetunió oldalán harcoló csehszlovák csapatok tábornoka, a Csehszlovák Szocialista Köztársaság és a Szovjetunió hőse.

## Kitüntetései
- Szovjetunió Hőse
- Csehszlovák Szocialista Köztársaság hőse
- 1968-69 Nemzetközi Lenin-békedíj
- Az az Iráni Birodalmi Állam alapításának 2500. évfordulója emlékérme

## Magyarul
- Az Uraltól Prágáig; ford. Stelczer Árpád; Zrínyi, Bp., 1962